# Anete Kociņa
Anete Kociņa (Limbaži, Letonia; 5 de febrero de 1996) es una atleta letona especializada en el lanzamiento de jabalina.

## Carrera deportiva
Con experiencia previa en torneos nacionales, en 2013 tuvo su primera aparición en una competición internacional, siendo esta el Campeonato Mundial Juvenil de Atletismo que tuvo lugar en Donetsk (Ucrania), donde debutó llegando al podio con una medalla de bronce, tras conseguir un lanzamiento de 54,26 metros. Al año siguiente, en el Campeonato Mundial Junior de Atletismo de Eugene (Estados Unidos), no superaría su ronda clasificatoria, quedando vigésimo segunda en la general, con una marca de 47,86 metros. Para 2015, regresaría al podio con una medalla de plata, con 58,88 m. de registro, en el Campeonato Europeo de Atletismo Sub-20 de Eskilstuna (Suecia).
En 2017 participaría en el Campeonato Europeo de Atletismo Sub-23 de Bydgoszcz (Polonia), donde no solo lograría una nueva medalla de plata, sino que registraría su mejor marca personal hasta ese momento, con 64,47 metros de longitud en lanzamiento. Semanas más tarde, en el Campeonato Mundial de Atletismo de Londres quedaba decimotercera en la general con una marca de 62,17 metros. Por último, también en la Universiada de Taipéi quedó sexta, con 58,49 metros.
En 2018, en el Campeonato Europeo de Atletismo de Berlín (Alemania), volvía a quedar fuera de la ronda final, siendo decimoséptima en la global, con 57,48 metros de registro. En 2019, en Doha (Catar), por el Campeonato Mundial de Atletismo no conseguía mejores avances, siendo vigésimo cuarta en la general, con un lanzamiento de 56,7 metros.
En el verano de 2021 compitió en los Juegos Olímpicos de Tokio, postergados un año a consecuencia de la pandemia por el coronavirus. Su mejor lanzamiento fue de 58,84 metros, casi dos metros por debajo del corte en el que quedaron las atletas para la fase final, quedando vigésimo segunda en la general.
Para 2023, en el Campeonato Mundial de Atletismo de Budapest (Hungría), regresaba a la fase final, quedándose a las puertas de un nuevo podio con un cuarto puesto y un lanzamiento de 63,18 metros, a solo 20 centímetros del bronce, que fue para la australiana Mackenzie Little.

## Resultados por competición

### Por temporada
| Representando a Letonia | Representando a Letonia                 | Representando a Letonia | Representando a Letonia | Representando a Letonia | Representando a Letonia |
| ----------------------- | --------------------------------------- | ----------------------- | ----------------------- | ----------------------- | ----------------------- |
| Año                     | Competición                             | Lugar                   | Puesto                  | Marca (m.)              |                         |
| 2013                    | Campeonato Mundial Juvenil de Atletismo | Donetsk                 | 3.ª                     | 54,26                   |                         |
| 2014                    | Campeonato Mundial Junior de Atletismo  | Eugene                  | 22.ª (q)                | 47,86                   |                         |
| 2015                    | Campeonato Europeo de Atletismo Sub-20  | Eskilstuna              | 2.ª                     | 58,88                   |                         |
| 2017                    | Campeonato Europeo de Atletismo Sub-23  | Bydgoszcz               | 2.ª                     | 64,47                   |                         |
| 2017                    | Campeonato Mundial de Atletismo         | Londres                 | 13.ª (q)                | 62,17                   |                         |
| 2017                    | Universiada                             | Taipéi                  | 6.ª                     | 58,49                   |                         |
| 2018                    | Campeonato Europeo de Atletismo         | Berlín                  | 17.ª (q)                | 57,48                   |                         |
| 2019                    | Campeonato Mundial de Atletismo         | Doha                    | 24.ª (q)                | 56,70                   |                         |
| 2021                    | Juegos Olímpicos                        | Tokio                   | 22.ª (q)                | 58,84                   |                         |
| 2023                    | Campeonato Mundial de Atletismo         | Budapest                | 4.ª                     | 63,18                   |                         |

### Mejores marcas
| Disciplina              | Marca    | Lugar     | Fecha               |
| ----------------------- | -------- | --------- | ------------------- |
| Lanzamiento de jabalina | 64,47 m. | Bydgoszcz | 16 de julio de 2017 |